# Сказка о попе и о работнике его Балде (балет)
«Сказка о попе и о работнике его Балде» — балет М. И. Чулаки в 4 актах по одноимённой сказке А. С. Пушкина. Автор либретто Ю. И. Слонимский. Балет был впервые поставлен 9 января 1940 года на сцене Ленинградского Малого театра (ныне Михайловский театр).
«Сказка о попе и о работнике его Балде» — это дебютный балет композитора М. И. Чулаки. Согласно характеристике композитора Л. А. Энтелиса, музыка балета является комедийно-гротескной и близкой по интонациям русскому шуточному песенному фольклору. В основе балета — традиционный русский танец.

## Действующие лица[4]
- Балда
- Поп
- Попадья
- Попёнок
- Старый бес
- Бесёнок
- Чертовка
- 1-й зайчонок
- 2-й зайчонок
- Пугало
- Кобыла
- Цыганка
- Цыган
- Гуси
- Цыганята
- Чертенята
- Танцующие предметы

## Либретто
В Троицын день Поп ходит по базару. Поддавшись на уговоры цыган, Поп по дешёвке покупает старую Кобылу. Кобыла вырывается у него и убегает. Расстроенный Поп идёт дальше и встречает весёлого бродягу Балду. Поп решает нанять Балду себе в качестве работника. Но Балда отказывается от денег, а соглашается работать за 3 щелчка в лоб за год. Польстившись на дешевизну, Поп соглашается. Он нагружает Балду покупками и идёт домой.
Осень. Балда живёт в доме Поп. Рано утром Балду будит Попадья. Она одна печалится, вьётся вокруг, вздыхает. Но у Балды много работы. Он толкает Попадью к огородному Пугалу, чтобы она развлекалась с ним, а сам уходит на реку.
Вся семья Попа выходит на крыльцо. Когда родители задремали, Попёнок вылезает из коляски, играет, и попадает камнем в лоб Попу. Поп вскакивает, а Попёнок убегает и встречает Балду.
Семья Попа собирается за столом. Попёнок с Поповной дерутся, и Поповна попадает ложкой по лбу Попу.
Балда работает не покладая рук: убирает со стола, колет дрова, относит рожь в хранилище. Рядом с ним Попёнок, Балда ему очень нравится.
Поп выходит на улицу и решает подремать под яблоней на перине. Он видит как вещи сами бегут к Балде и укладываются в телегу. Балда щёлкает телегу, вскакивает на неё, и та сама уезжает без лошади. Поп вспоминает о расплате и падает в обморок на перину. Ему чудится, как Балда щёлкает его по лбу, после чего он просыпается. В действительности это на него посыпались яблоки, когда Попёнок раскачал яблоню.
Очнувшись, Поп бежит к Попадье за советом. Та предлагает отправить Балду собирать с чертей оброк. Балда соглашается. Поп и Попадья пляшут на радостях.
На морском дне черти парятся в бане и развлекаются. Веселье прерывают жалобные крики Старого беса, которого мучает зубная боль. Его приносят в баню, сажают в котёл и заговаривают зубы.
Боль отступает, и Старый бес собирается потанцевать на радостях. Но тут Балда начинает море мутить, опустив в него верёвку. Начинается шторм. Черти выскакивают на берег, хотят напугать Балду. Но Балда хватает Бесёнка, даёт ему мешок и отправляет в море за оброком.
Буря затихает. Балда достаёт из мешка «Братца-зайку» и начинает играть на балалайке. Зайка пляшет. Из моря выходит Бесёнок и начинает спорить с Балдой. Балда предлагает посоревноваться с «Братцем-зайкой»: кто быстрее море обежит, тот и победит. Как только Бесёнок убегает, Балда достаёт из мешка второго «Братца-зайку». Бесёнок возвращается, а зайка уже здесь.
Балда предлагает чертям пронести Кобылу полверсты. Как они не стараются, ничего не выходит. Черти зовут Старого беса, чтобы тот потягался с Балдой. Старый бес Свистит, то его с деревьев опадают листья, черти шатаются, а Балда чуть не падает. Балда вставляет пальцы в рот, якобы чтобы свиснуть. Черти пугаются и зажмуриваются, после чего Балда бьёт Старого беса дубиной. Черти валятся в море и выдают Балде оброк.
Спустя год снова наступает Троицын день. Юноши и девушки веселятся, водят хороводы. Попёнок скучает по Балде. Поп и Попадья довольны, что избавились от Балды. Внезапно они встречают Балду. Тот смеётся и загибает пальцы для щелчка. Поп в ужасе кричит, бьёт в колокола, зовёт народ. Но балда требует плату и Поп подставляет лоб. От первого щелчка Поп лишается ума, от второго начинает вертеться, а после третьего улетает за облака. Балда берёт свои вещи, прощается с народом и идёт себе дальше.

## История постановок
9 января 1940 года — Ленинградский Малый театр. Балетмейстер В. А. Варковицкий, его ассистенты В. М. Тулубьев и И. П. Васильев, художник А. А. Коломейцев, дирижёр П. Э. Фельдт. Партию Попа исполнил А. А. Орлов, Балды — Н. С. Соколов, Поповны — Г. Н. Кириллова, Бесёнка — Н. А. Зубковский.
1945 год — Ленинградский Малый театр. Балетмейстеры Г. И. Исаева, В. М. Тулубьев, Н. С. Соколов.
1962 год — Рижский театр оперы и балета (под названием «Сказка о Балде»). Балетмейстер Е. А. Тангиева-Бирзниек.
1971 год — Московское хореографическое училище (под названием «Русская сказка»). Балетмейстер А. А. Дементьев.
1975 год 19 октября - Казахстан. Алма-Ата.ГАТОБ им.Абая.Под названием  «Русская сказка». Балетмейстер. Тлеубаев Минтай Жанельевич.
1977 год — Петрозаводский театр оперы и балета. Балетмейстеры С. П. Кузнецов и А. С. Кузнецов.

## Критика
Музыковед И. И. Соллертинский писал:
Следует всячески приветствовать балет «Балда»… готовность идти на риск — одно из прекрасных свойств Малого оперного театра. Ставить «Балду» — балет без высокой романтики, без классических «тюников», без парадной зрелищности, без привычных воздушно-лирических образов, на незатейливой сказочно-шутливой основе силами молодого балета — было, во всяком случае, смелым экспериментом, в целом оправдавшим себя.